# Cerithiopsis cesta
Cerithiopsis cesta är en snäckart som beskrevs av Bartsch 1911. Cerithiopsis cesta ingår i släktet Cerithiopsis och familjen Cerithiopsidae. Inga underarter finns listade i Catalogue of Life.